# Lampornis
Lampornis is een geslacht van vogels uit de familie kolibries (Trochilidae) en de geslachtengroep Lampornithini (juweelkolibries).

## Soorten
Het geslacht kent de volgende soorten:
- Lampornis amethystinus  – Groene juweelkolibrie
- Lampornis calolaemus  – Purperkeeljuweelkolibrie
- Lampornis castaneoventris  – Roodbuikjuweelkolibrie
- Lampornis cinereicauda  – Grijsstaartjuweelkolibrie
- Lampornis clemenciae  – Blauwkeeljuweelkolibrie
- Lampornis hemileucus  – Witbuikjuweelkolibrie
- Lampornis sybillae  – Groenbuikjuweelkolibrie
- Lampornis viridipallens  – Groenkeeljuweelkolibrie